# Puckelnemertin
Puckelnemertin (Amphiporus hastatus) är en djurart som tillhör fylumet slemmaskar, och som beskrevs av McIntosh 1874. Enligt Catalogue of Life ingår Puckelnemertin i släktet Amphiporus och familjen Amphiporidae, men enligt Dyntaxa är tillhörigheten istället släktet Amphiporus, och ordningen Hoplonemertea. Arten är reproducerande i Sverige. Inga underarter finns listade i Catalogue of Life.